# Saison 11 de Bleach
Cet article présente la saison 11 de Bleach.

## Saison 11
Cette saison a été diffusée du 10 février 2009 au 24 mars 2009 (épisodes 206 à 212) sur TV Tokyo. Elle est composée de 7 épisodes.
| No | Titre français                                              | Titre japonais               | Titre japonais                              | Date de 1re diffusion |
| No | Titre français                                              | Kanji                        | Rōmaji                                      | Date de 1re diffusion |
| --- | ----------------------------------------------------------- | ---------------------------- | ------------------------------------------- | --------------------- |
| 206 | Le chapitre du passé commence ! La Vérité, 110 ans plus tôt | 過去編開始！１１０年前の真実 | Kako hen kaishi! 110 nen mae no shinjitsu   | 10 février 2009       |
| [Chapitre (-108)] - 110 ans avant le début de l'histoire, Shinji Hirako, alors capitaine de la 5e division, est rejoint par son vice-capitaine, Sôsuke Aizen pour se préparer à la promotion du nouveau capitaine de la 12e division. Yoruichi Shihôin, qui est la capitaine de la 2e division, recommande son lieutenant, Kisuke Urahara, pour occuper le poste. Soi Fon, subordonnée de Yoruichi, désapprouve la décision de sa supérieure en raison de la personnalité d'Urahara et le poursuit en ville pour noter ses habitudes. Quand elle les rapporte à Yoruichi, celle-ci n'en tient pas compte et se moque d'elle. Urahara et son unité partent ensuite chasser un groupe de déserteurs. Après les avoir vaincus seul, Urahara réunit l'examen de qualification et rejoint ensuite les autres capitaines pour sa première réunion. Note : Cet épisode débute l'arc mineur « Turn Back the Pendulum ». |                                                             |                              |                                             |                       |
| 207 | Le Nouveau Capitaine de la 12e division, Urahara Kisuke     | 十二番隊新隊長、浦原喜助     | Juu ni ban tai shin taichou, Urahara Kisuke | 17 février 2009       |
| [Chapitre (-107)] - Urahara, désormais capitaine, se présente aux membres de la 12e division. Sa vice-capitaine, Hiyori Sarugaki, est la seule à ne pas accepter sa nomination et lui manque ouvertement de respect. Elle finit même par le défier dans un combat à mains nues pour s'assurer qu'il est digne de son poste. Les membres de la division voient Urahara comme un faible après s'être fait vaincu par Hiyori ; en réalité, Urahara a laissé Hiyori le toucher volontairement pour ne pas l'embarrasser devant ses subordonnés. Plus tard, Hirako rend visite à Urahara et lui explique qu'Hiyori adorait son ancienne capitaine comme sa mère et qu'il sera difficile de la remplacer. Le lendemain, Urahara révèle à Hiyori les changements effectués dans ses quartiers et lui demande de le suivre au Nid d'Asticots. |                                                             |                              |                                             |                       |
| 208 | Aizen et le Petit Génie                                     | 藍染と天才少年               | Aizen to tensai shounen                     | 24 février 2009       |
| [Chapitres (-106)-(-105)] - Urahara emmène Hiyori au Nid d'Asticots, une prison administrée par la 2e division et qui a pour but d'y enfermer les éléments potentiellement dangereux pour la Soul Society. Tandis que les prisonniers les attaquent, Urahara révèle à Hiyori ses compétences au combat à mains nues en les battant les uns après les autres. Les deux se dirigent vers la cellule de Mayuri Kurotsuchi, le plus dangereux des prisonniers. Urahara lui propose de devenir son bras droit dans la nouvelle section qu'il est en train de créer, le Bureau de Développement Technique. Dans le même temps, un jeune Byakuya Kuchiki s'entraîne dans le manoir de sa famille quand il est provoqué par Yoruichi et il perd son sang froid. Jûshirô Ukitake propose à Kaien Shiba de devenir son vice-capitaine et l'informe qu'un jeune prodige vient d'être promu de l'Académie des Shinigamis en seulement un an et qu'une position d'officier l'attend au sein de la 5e division. Ce prodige, Gin Ichimaru, tue facilement le lieutenant de la division avant d'usurper sa place, sous les yeux impressionnés d'Aizen. |                                                             |                              |                                             |                       |
| 209 | Muguruma de la 9e division part                             | 六車九番隊、出動せよ         | Muguruma kyuu ban tai, shutsudou seyo       | 3 mars 2009           |
| [Chapitres (-104)-(-103)] - Neuf ans plus tard, les citoyens du Rukongai sont attaqués et tués par une étrange substance blanche. Hirako, Aizen, Mayuri, Hiyori et Urahara discutent des récentes disparitions de la population du Rukongai. Le capitaine de la 9e division, Kensei Muguruma, sa vice-capitaine Mashiro Kuna ainsi que ses meilleurs officiers sont envoyés pour enquêter sur la situation. En chemin, Kensei sauve un jeune Shûhei Hisagi attaqué par un hollow. Urahara envoie ensuite Hiyori aider la 9e division pour récolter des échantillons sur les récentes disparitions. Kensei et ses officiers installent un camp dans les bois, cherchant un indice pour expliquer les disparitions. Finalement, Kensei voit ses officiers être attaqués par un assaillant invisible avant d'être lui-même pris dans une prison de ténèbres quand il est attaqué dans le dos par un individu qu'il reconnaît. |                                                             |                              |                                             |                       |
| 210 | Hiyori meurt ? Le Début de la tragédie                      | ひよ里死す？悲劇の始まり     | Hiyori shisu? Higeki no hajimari            | 10 mars 2009          |
| [Chapitres (-102)-(-101)] - Les énergies spirituelles de Kensei et Mashiro ont disparu, ce qui provoque une situation d'urgence à la Soul Society. Les capitaines se réunissent pour déterminer qui va enquêter sur leur disparition. Urahara arrive en retard et demande à y aller mais Yamamoto refuse. À la place, il envoie les capitaines Hirako, Love Aikawa de la 7e division et Rôjûrô Ôtoribashi de la 3e division ainsi que la vice-capitaine de la 8e division, Lisa Yadômaru, et le commandant en second du Corps des Nécromanciens, Hachigen Ushôda. Dans les bois, Hiyori est attaqué par un puissant hollow, qui se révèle être Kensei. Hirako arrive pour la sauver avec son équipe. Mashiro, également transformée en hollow, attaque l'équipe par surprise et Hachigen se sert d'un sort pour lier Kensei et Mashiro. Cependant, Kensei arrive à briser le sort par la force brute. Pendant ce temps, Urahara compte sauver Hiyori lui-même, défiant les ordres de ne pas y aller et s'habillant d'une veste qui dissimule son énergie spirituelle. Avant de partir, il est rejoint par Tessai Tsukabishi, le commandant du Corps des Nécromanciens, qui se propose de l'accompagner.                                             |                                                             |                              |                                             |                       |
| 211 | Trahison ! La Manœuvre secrète d'Aizen                      | 裏切り！暗躍の藍染           | Uragiri! Anyaku no Aizen                    | 17 mars 2009          |
| [Chapitres (-100)-(-99)] - Shunsui Kyôraku patrouille dans les rues du Seireitei et rassure une jeune Nanao Ise à propos de Lisa Yadômaru. Durant sa promenade, lui et plusieurs soldats croisent Aizen qui semble travailler de nuit. Les capacités de Kensei surpassent la plupart des membres du groupe, ce qui force Hachi à utiliser le plus puissant sort de liaison pour entraver le capitaine. Hirako est alors attaqué par Hiyori, qui se transforme en hollow. Tôsen arrive et bat le groupe, à l'exception d'Hirako qui lui demande pourquoi il a trahi Kensei. Aizen arrive à son tour avec Gin et révèle sa propre trahison, expliquant que la capacité de son Zanpakutô lui a permis de faire passer un imposteur pour lui-même depuis un mois. Tandis que les autres se transforment en hollow, Hirako parvient à ralentir le processus par sa propre volonté. Aizen s'apprête à achever son capitaine quant il est surpris par l'arrivée d'Urahara et Tessai, venus l'arrêter. |                                                             |                              |                                             |                       |
| 212 | Sauvetage d'Hirako ! Aizen contre Urahara                   | 平子を救え！藍染VS浦原       | Hirako wo sukue! Aizen VS Urahara           | 24 mars 2009          |
| [Chapitres (-98)-(-97)] - En voyant l'état d'Hirako et des autres, Urahara devine qu'Aizen a expérimenté la hollowmorphose sur eux mais ce dernier feint d'être innocent. Il se retire ensuite avec Gin et Tôsen, bloquant un sort destructeur de Tessai avec un sort de liaison tandis qu'ils s'échappent. Utilisant une technique interdite, Tessai transporte les officiers blessés aux quartiers de la 12e division où Urahara révèle un objet qui pourrait inverser le processus d'hollowmorphose, le Hôgyoku. Le lendemain matin, Urahara et Tessai sont arrêtés et emmenés devant le Central 46 où ils sont accusés des crimes dont Aizen est coupable. Urahara proclame qu'ils ont été piégés par Aizen mais ses protestations sont ignorées car plusieurs témoins ont vu le vice-capitaine au Seireitei. Avant qu'un jugement ne puisse être rendu, Yoruichi infiltre les lieux et emmène Urahara et Tessai dans son repaire, où se trouvent les 8 futurs Vizards. Se préparant à l'exil, Urahara décide de les sauver. De retour au présent, Hirako dit aux autres Vizards qu'ils sont reconnaissants envers Urahara ainsi qu'Aizen et le groupe quitte leur repaire. Note : Cet épisode clôture l'arc mineur « Turn Back the Pendulum ». |                                                             |                              |                                             |                       |

#### Épisodes japonais
1. 1 2 3 4 5 6 7  (ja) « Bleach - Épisodes 201 à 213 », TV Tokyo (consulté le 30 novembre 2011)

#### Épisodes français
1. 1 2 3 4 5 6 7  « Bleach - Épisodes 206 à 217 » sur Anime.kaze.fr, consulté le 29 août 2012